# كارولاينا دوارتي
كارولاينا دوارتي (بالبرتغالية: Carolina Duarte‏) هي منافسة ألعاب القوى برتغالية، ولدت في 8 يناير 1990.

## وصلات خارجية
- كارولاينا دوارتي على موقع الاتحاد الدولي لألعاب القوى (الإنجليزية)
- كارولاينا دوارتي على موقع الاتحاد الأوروبي لألعاب القوى (الإنجليزية)